# Селье, Александр (органист)
Александр Эжен Селье (фр. Alexandre Eugène Cellier; 17 июня 1883, Мольер-сюр-Сез, департамент Гар — 4 марта 1968, Курбевуа) — французский органист и композитор.
Окончил Парижскую консерваторию (1908), ученик Александра Гильмана (посвятившего своему ученику один из номеров Хоралов и ноэлей Op.93) и Шарля Мари Видора, занимался также композицией у Ксавье Леру. Недолгое время органист парижской лютеранской Церкви Искупления, затем с 1910 г. и до конца жизни титулярный органист протестантской Церкви Звезды (рядом с площадью Звезды). Одновременно в 1912—1939 гг. постоянный участник концертных программ парижского Баховского общества, основанного Гюставом Бре.
Автор сюит, прелюдий, вариаций, хоралов для органа, ряда небольших симфонических поэм для оркестра — включая шуточную «Каждый по очереди» (фр. Chacun son tour; 1934) для духовых и струнного оркестра, камерной музыки — струнных квартетов, фортепианного квинтета, альтовой и виолончельной сонат. Опубликовал также несколько книг, в том числе монографию о Страстях и Рождественской оратории И. С. Баха (фр. Les Passions et l’Oratorio de Noël de J. S. Bach; 1929) и учебное пособие по регистрам органа (фр. Traité de la registration à l’orgue; 1957).
Под редакцией Селье выходили произведения Никола Бернье, Марка Антуана Шарпантье, Мишеля Ришара Делаланда.